# Valparaíso, Zacatecas
Valparaíso là một đô thị thuộc bang Zacatecas, México. Năm 2005, dân số của đô thị này là 32499 người.